# FS E.431
Die Baureihe E.431 war eine Elektrolokomotiv-Baureihe der staatlichen italienischen Eisenbahn Ferrovie dello Stato. Sie wurde auf dem oberitalienischen Drehstromnetz besonders im Schnellzugdienst auf steigungsarmen geraden Strecken eingesetzt. Sie blieb bis 1976 im Betriebsdienst, und zwei Lokomotiven sind in Eisenbahnmuseen erhalten geblieben.

## Geschichte
Die Lokomotive wurde ab 1922 bei TIBB und Ansaldo in 37 Exemplaren gebaut. Sie kann technisch als eine verlängerte Version der FS E.330 angesehen werden. Die vier Antriebsachsen konnten die Leistung wesentlich besser auf die Schienen bringen. Vom Einsatzgebiet her war sie bevorzugt auf langen, flachen Strecken im Einsatz. Auf Bergstrecken war ihre Zugkraft im Bereich 50 km/h mangelhaft, wodurch sie nur mit Doppeltraktion verwendet werden konnte. Auch beschädigte sie auf kurvenreichen Strecken den Oberbau. Aber für den Schnellzugdienst im Piemont und Ligurien waren sie wie geschaffen. Die schweren Schnellzüge auf diesen Strecken, die eine Länge von bis zu 20 Wagen hatten, mussten von den Lokomotiven in Doppeltraktion mit gleichen oder fremden Lokomotiven (FS E.333, FS E.432) gefahren werden. Auch auf der steigungslosen Riviera-Strecke Genua – Ventimiglia waren die Lokomotiven in ihrem Element.
Stationierungsdaten fehlen von den Lokomotiven. Lediglich von 1973 sind Einsatzbilder aus dem Depot Alessandria vorhanden. Zur Endzeit des oberitalienischen Drehstromnetzes waren nur noch Einsätze auf den kurvenreichen Strecken um Alessandria und S. Giuseppe di Cairo sowie Asti und Acqui Terme möglich, wodurch auf die Lokomotiven weitgehend verzichtet werden konnte. Dennoch sind einige Lokomotiven bis 1976 im Einsatz geblieben.
Durchaus hatte die Lokomotive unter den Eisenbahnfreunden einige Fans, wodurch es zu dem Erhalt von zwei Fahrzeugen kam; die E.431.027 befindet sich im Museo Ferroviario Piemontese bei Savigliano. Die E.431.037, die bei der Krokodil-Ausstellung präsentiert wurde und bis 1989 in dem Verkehrshaus der Schweiz in Luzern stand, befindet sich heute in dem Technik-Museum Speyer.

## Technische Merkmale

### Mechanischer Teil
Die Lokomotive war die erste Lokomotive des oberitalienischen Drehstromnetzes mit vier Achsen und zwei Antriebsmotoren. Die Laufachsen wurden mit der jeweils angrenzenden Treibachse zu einem Zara-Gestell verbunden. Trotzdem hatten die Lokomotiven einen schlechten Bogenlauf, vermutlich durch den vergrößerten Treibradstand und fehlende geeignete Mittel wie Spurkranzschwächung und Seitenverschiebbarkeit der Achsen. Die Treibräder waren wie bei Dampflokomotiven ausgeführt, als Speichenräder mit Gegengewichten und einem Winkel der Kurbeln zueinander von 90°.
Auf dem kräftig ausgeführten Rahmen war ein von diesem abnehmbares Gehäuse montiert, welches im Inneren die beiden tief im Rahmen gelagerten Antriebsmotoren und das Schaltwerk verbarg. Außerdem war darinnen der Führerstand des Lokführers. An den Spitzen der Lokomotive waren zwei Vorbauten angesetzt, in ihnen befanden sich die Hilfsbaugruppen, wie Ventilatoren, Flüssigkeitsanlasser, Kompressoren und Druckluftbehälter für die pneumatische Bremse und der Hauptschalter.
Das Fahrgestell war von der SBB Ae 3/6 II übernommen worden; die beiden tief im Rahmen liegenden Antriebsmotoren wirkten über ein Dreieck-Gestänge auf die zweite Kuppelachse. Der Abstand zu den angrenzenden Kuppelachsen wurde sehr groß gewählt, der Abstand der letzten Kuppelachse zur vorhergehenden war entsprechend geringer. Bei Hauptausbesserungen mussten die Fahrmotoren der Lokomotiven nach unten anstatt nach oben abgenommen werden.

### Elektrischer Teil
Der elektrische Teil der Lokomotive wurde aus den beiden Antriebsmotoren gebildet, die umschaltbar als sechspolige bzw. achtpolige Drehstrommotoren ausgeführt waren. Ausgeführt waren die Lokomotiven mit vier Geschwindigkeitsstufen: 37,5 km/h, 50 km/h, 75 km/h und 100 km/h. Leistungs- und Zugkraftangaben sind in den Geschwindigkeitsstufen nicht in der Literatur angegeben, nur soll die Zugkraft bei der Geschwindigkeit von 50 km/h sehr gering gewesen sein, so dass die Maschine für Bergstrecken nicht gut geeignet war.
Der von der Fahrleitung übernommene Drehstrom wurde mit dem optimalen Leistungsfaktor den Fahrmotoren zum Antrieb übergeben. Wie bei der FS E.330 hatten die Rotoren der beiden Drehstrommotoren insgesamt sieben Schleifringe, vier auf dem einen Wellenende, drei auf dem anderen Wellenende. Dadurch wurden in Kombination zwischen der verschiedenen Polzahl und der Parallelschaltung bzw. der Reihenschaltung insgesamt vier Fahrstufen erreicht. Zwischen den vier Fahrstufen diente der Flüssigkeitsanlasser, der als sogenannter Beschleuniger zwischen den Dauerfahrstufen diente. Dieses Aggregat arbeitete als Flüssigkeitswiderstand, der eine gleichmäßige Beschleunigung beim Anfahren und beim Wechseln auf eine höhere Geschwindigkeitsstufe ermöglichte. Die Wirkungsweise des Flüssigkeitsanlassers und die Steuerung der Lokomotive geschah wie bei der E 330. Da sich die Sodalösung beim Beschleunigen erwärmte und zum Teil verdunstete, musste die Lokomotive beim Aufrüsten im Depot und von Zeit zu Zeit Wasser für die Widerstände nachfüllen. Dadurch konnten sie nur effektiv in den Geschwindigkeitsstufen arbeiten. Die Kühlflüssigkeit durchlief einen Rohrwärmetauscher und konnte beim Fahren in den Geschwindigkeitsstufen wieder abgekühlt werden. Trotzdem war von Zeit zu Zeit ein Wechsel der Flüssigkeit erforderlich.

### Einrichtung zur Doppeltraktion
Nachdem sich bei Versuchen mit den Lokomotivbaureihen FS E.551 und FS E.554 die Einführung eines Comando multiplo als erfolgreich erwies, wurden die Experimente mit dieser Einrichtung auch auf großrädrige Lokomotiven des oberitalienischen Drehstromnetzes ausgedehnt, darunter mit zwei Lokomotiven der Reihe FS E.333 und den beiden E.431.023 und E.431.026. Die Maschinen wurden im Januar 1960 nach dem System Ligure umgebaut, und zeigten im artreinen sowie vermischten Betrieb des Comando multiplo gute Resultate. Grundvoraussetzung für einen reibungslosen Betrieb sind annähernd gleiche Durchmesser der Antriebsräder der Lok, wodurch im Betriebsdienst der Lokomotiven mit Comando multiplo ständig die Raddurchmesser angeschrieben waren. Beim Wasserfassen ergab sich durch das Comando multiplo die Schwierigkeit, dass mehrmals Wasser gefasst werden musste, worauf manchmal mehrere Wasserhalte für die Versorgung der zweiten Lokomotive eingeplant waren.
Es konnten auch Lokomotiven mit unterschiedlichen Raddurchmesser (z. B. E.431 bzw. FS E.554) mit dem Comando multiplo verwendet werden, wenn das Verhältnis der Polzahl und des Kurbelkreisdurchmessers der Motoren zusammenpasste.
Von den Lokomotiven der Reihe E.431 wurden definitiv vier Lokomotiven mit dem Comando multiplo ausgerüstet, die E.431.018, die E.431.023, die E.431.026 und die E.431.036.

## Modifikationen

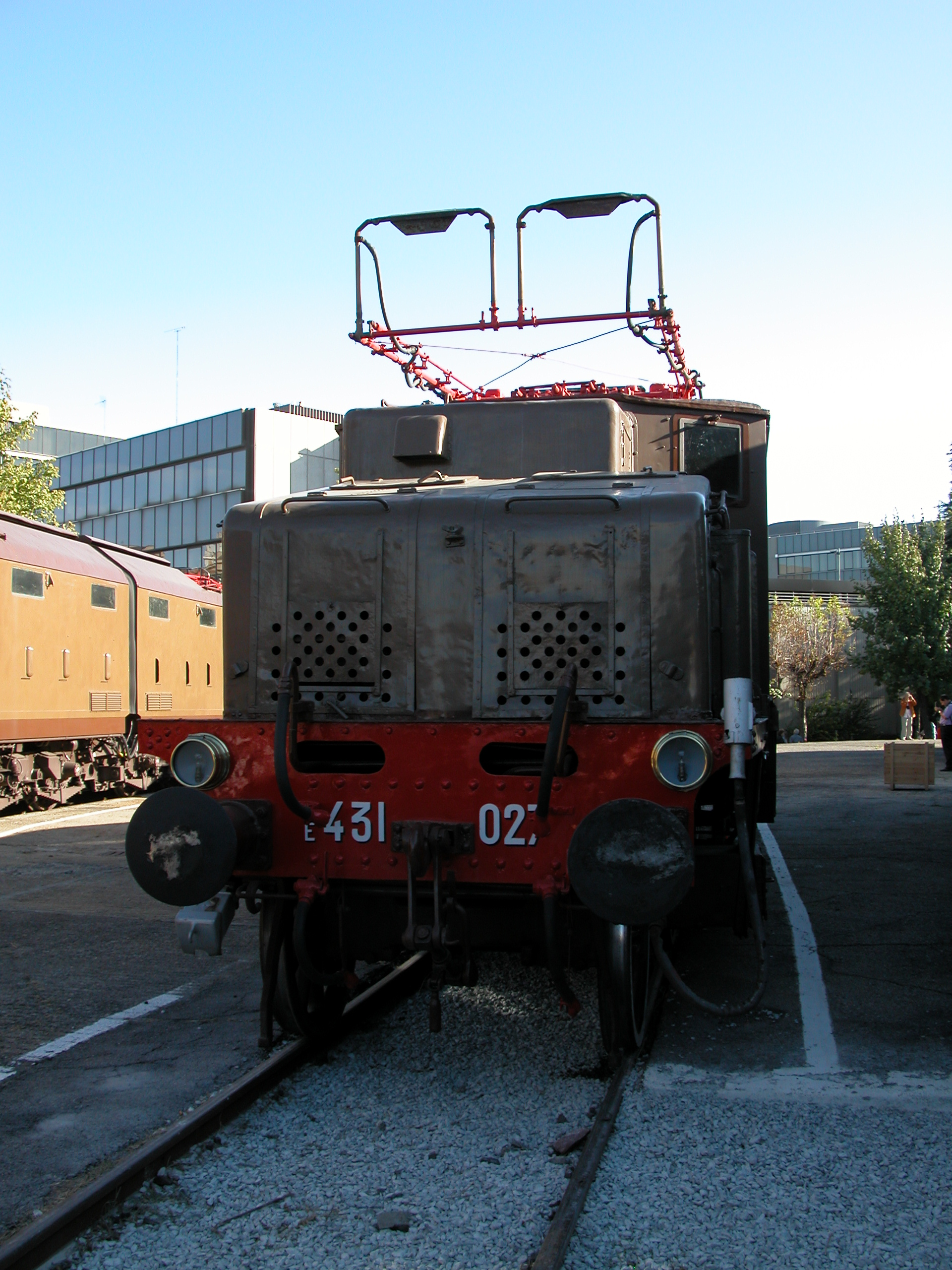
Vorderansicht der Lokomotive E.431.027 in dem Museo Ferroviario Piemontese

Bei den Lokomotiven gab es einige Versuche, die vorhandenen Leistungsdefizite zu beseitigen, die aber insgesamt nicht erfolgreich waren.
Der längliche Vorbau wurde einige Male abgekürzt, was das Aussehen der Lokomotiven etwas plumper wirken ließ.
Selbstverständlich gab es Veränderungen in der pneumatischen Bremse und der elektrischen Beleuchtung. Hatten die Lokomotiven anfangs noch Gasbeleuchtung, wurde später eine elektrische Beleuchtung gewählt.